# 第13高射特科中隊
第13高射特科中隊（だいじゅうさんこうしゃとっかちゅうたい、JGSDF 13th Antiaircraft Artillery Troop）は、岡山県勝田郡奈義町の日本原駐屯地に駐屯する、第13旅団隷下の高射特科部隊である。

## 概要
1962年（昭和37年）1月にＭ15とＭ16を装備する第13特科連隊第6大隊として姫路駐屯地で発足。1991年（平成3年）3月には、師団直轄の第13高射特科大隊として、また1999年（平成11年）3月には、師団から旅団への改編に伴い第13高射特科中隊として現在の編成となった。
1974年（昭和49年）、35㎜二連装高射機関砲（通称：L－90）が導入、その後装備品の近代化に伴い、1989年（平成元年）には、81式短距離地対空誘導弾（通称：短SAM）、また1999年（平成11年）には、93式近距離地対空誘導弾（通称：近SAM）が導入され、対空戦闘能力が格段に向上した。毎年、北海道にある静内対空射撃場において射撃訓練を行う。
空を監視するレーダ装備として1983年（昭和58年）から79式対空レーダ装置（通称：P9）が逐次導入され、2015年（平成27年）にＰ9の後継装置として低空レーダ装置（通称：Ｐ18）が導入された。その他のレーダ装置として1998年（平成10年）から遠方が監視可能な対空レーダ装置（通称：P14）も装備する。

## 沿革
第13特科連隊第6大隊
- 1962年（昭和37年）1月18日：第13特科連隊第6大隊として姫路駐屯地において編成完結。Ｍ15とＭ16を装備。
- 1970年（昭和45年）3月10日：第13師団の甲師団化改編に伴い、第6大隊第5射撃隊を新編。
- 1971年（昭和46年）3月25日：姫路駐屯地から日本原駐屯地に移駐。
- 1975年（昭和50年）3月26日：35mm2連装高射機関砲 L-90の配備に伴い、第1～第5射撃隊から第1高射中隊、第2高射中隊に改編。
- 1981年（昭和56年）3月25日：第6大隊から1個高射中隊を新編して、第2混成団特科大隊高射中隊を新編。
- 1983年（昭和58年）：79式対空レーダ装置 JTPS-P9を装備。
- 1989年（平成元年）：81式短距離地対空誘導弾を装備。

第13高射特科大隊
- 1991年（平成03年）3月29日：第13特科連隊第6大隊が第13高射特科大隊として分離・独立、師団直轄となる。
- 1998年（平成10年）：対空レーダ装置 JTPS-P14を装備。

第13高射特科中隊
- 1999年（平成11年）3月29日：旅団への改編に伴い第13高射特科大隊から第13高射特科中隊に縮小改編。93式近距離地対空誘導弾を装備。
- 2015年（平成27年）：低空レーダ装置 JTPS-P18を装備。
- 2004年（平成16年）3月29日：後方支援体制変換に伴い、整備部門を第13後方支援隊第2整備中隊高射直接支援小隊へ移管。

## 部隊編成
- 第13高射特科中隊本部
  - 中隊本部班
  - 通信班
- 情報小隊
- 近SAM小隊 -  93式近距離地対空誘導弾
- 短SAM小隊 -  81式短距離地対空誘導弾

車両の部隊表示は全て「13高特」

## 整備支援部隊
- 第13後方支援隊第2整備中隊高射直接支援小隊「13後支-2整」（日本原駐屯地）：2004年（平成16年）3月29日から

## 主要装備
- 81式短距離地対空誘導弾
- 93式近距離地対空誘導弾
- 対空レーダ装置 JTPS-P14
- 低空レーダ装置 JTPS-P18

- 1/2tトラック / 73式小型トラック
- 1 1/2tトラック / 73式中型トラック
- 3 1/2tトラック / 73式大型トラック

- ９mm拳銃
- 89式5.56mm小銃
- 12.7mm重機関銃

過去の装備品
- Ｍ15
- Ｍ16
- 35mm2連装高射機関砲 L-90
- 79式対空レーダ装置 JTPS-P9